# هارولد گادوینسن
هارولد گادوینسن (حدود ۱۰۲۲ - ۱۴ اکتبر ۱۰۶۶) معروف به هارولد دوم، آخرین پادشاه از سلسله پادشاهان آنگلوساکسون انگلستان بود که در جنگ هستینگز از ویلیام اول شکست خورد و کشته شد و بعد از آن پادشاهان سلسله نورمن بر آن کشور مسلط شدند. او در جریان حمله برادرش تاستینگ به عصر وایکینگ‌ها پایان داد چون هارالد هاردرادا در نبرد استمفورد بریج کشته شد و همراهش تاستینگ نیز کشته شد. البته جنگ در استمفورد بریج باعث تحریک شدن ویلیام نرماندی و حمله او به انگلستان شد.